# هویته ون هویتما
هویته ون هویتما (به هلندی: Hoyte van Hoytema) (زاده ۴ اکتبر ۱۹۷۱ در هورگن، سوئیس)، تصویربردار و مدیر فیلمبرداری هلندی است.
هویتما دانش‌آموخته مدرسه ملی فیلم لهستان است. او عمدتاً در سوئد فعالیت می‌کند اما آلمان، بریتانیا، نروژ و آمریکا از جمله کشورهایی هستند که هویتما در آنها فعالیت داشته است.
فیلم مشت زن (۲۰۱۰) ، تعمیرکار خیاط سرباز جاسوس (۲۰۱۱) ، بین ستاره‌ای (۲۰۱۴) ، دانکرک (۲۰۱۷) و اوپنهایمر (۲۰۲۳) از جمله مشهورترین فیلم‌هایی هستند که هویته ون هویتما مدیریت فیلم‌برداری آنها را عهده‌دار بوده است.

## فیلم شناسی
| سال تولید | عنوان فیلم                                        |
| --------- | ------------------------------------------------- |
| ۲۰۰۳      | Svidd neger                                       |
| ۲۰۰۳      | Tarifa Traffic: Death in the Straits of Gibraltar |
| ۲۰۰۴      | کلروکس، آمونیوم و قهوه                            |
| ۲۰۰۵      | Pistvakt                                          |
| ۲۰۰۷      | Nach der Musik (A Father's Music)                 |
| ۲۰۰۸      | آدم درست را راه بده                               |
| ۲۰۰۹      | Flickan (The Girl)                                |
| ۲۰۱۰      | Ond tro (Bad Faith)                               |
| ۲۰۱۰      | مشت‌زن                                             |
| ۲۰۱۱      | بندزن خیاط سرباز جاسوس                            |
| ۲۰۱۲      | Call Girl                                         |
| ۲۰۱۳      | او                                                |
| ۲۰۱۴      | میان‌ستاره‌ای                                       |
| ۲۰۱۵      | اسپکتر                                            |
| ۲۰۱۷      | دانکرک                                            |
| ۲۰۱۹      | به‌سوی ستارگان                                     |
| ۲۰۲۰      | انگاشته                                           |
| ۲۰۲۳      | اوپنهایمر                                         |

## جوایز
جایزهٔ گلدباگن (سوسک طلایی)
بهترین تصویربرداری سینمای سوئد
آدم درست را راه بده ۲۰۰۸
دختر ۲۰۰۹
دختر تلفنی ۲۰۱۲

#### نامزد بهنربن تصویربرداری حایزهبفتا
بندزن خیاط سرباز جاسوس ۲۰۱۱
میان‌ستاره‌ای ۲۰۱۴
دانکرک ۲۰۱۷

#### نامزد بهنربن تصویربرداری جایزه آکادمیاسکار
دانکرک ۲۰۱۷

#### برنده بهنربن تصویربرداری جایزه آکادمیاسکار
اوپنهایمر (۲۰۲۳)